# Семипалатинский округ
Семипалатинский округ — административно-территориальная единица Казакской АССР, существовавшая в 1928—1930 годах.
Семипалатинский округ был образован 17 января 1928 года из частей Джетысуйской и Семипалатинской губерний. Центром округа был назначен город Семипалатинск. Округ был разделён на 23 района:
- Аягузский район. Центр — село Сергиополь
- Бель-Агачский район. Центр — посёлок Бель-Агач (временно — село Зеньково)
- Бескарагайский район. Центр — аул Бегень
- Джарминский район. Центр — посёлок при станции Джарма
- Жана-Семейский район. Центр — посёлок Жана-Семей
- Зайсанский район. Центр — город Зайсан
- Зыряновский район. Центр — село Зыряновка
- Катон-Карагайский район. Центр — село Катон-Карагай
- Кзылтанский район. Центр — аул Малдар
- Кзыл-Тасовский район. Центр — урочище Кзыл-Кесек
- Курчумский район. Центр — культпункт Усть-Курчум (временно — село Кумашкино)
- Маканчинский район. Центр — урочище Коктума
- Маркакульский район. Центр — село Буран
- Риддерский район. Центр — рабочий посёлок Риддер
- Самарский район. Центр — село Самарка
- Тарбагатайский район. Центр — культпункт Акжар
- Уланский район. Центр — посёлок Сибинский
- Убинский район. Центр — село Красноярское
- Урджарский район. Центр — село Урджар
- Усть-Каменогорский район. Центр — город Усть-Каменогорск
- Чингиставский район. Центр — урочище Доголок
- Чингистайский район. Центр — посёлок Чингистай
- Шемонаихинский район. Центр — село Шемонаиха

4 апреля 1928 были образованы 2 новых района:
- Бурасинский район. Центр — село Семёновское
- Ленинский район. Центр — посёлок Жана-Семей

23 июня 1928 Ленинский район был переименован в Разинский район.
С 20 ноября по 17 декабря 1930 года Чингистауский район назывался Голощёкинским.
17 декабря 1930 года округ, как и все остальные округа Казакской АССР, был упразднён, его районы укрупнены и переданы в прямое подчинение республиканским властям.